# Горностаївський район
Горноста́ївський райо́н розташовувався у центрально-північній частині Херсонщини.
Адміністративний центр-смт Горностаївка
17 липня 2020 року було ліквідовано внаслідок адміністративно-територіальної реформи.

## Географія
На півночі межував з Великолепетиським, сході і півдні з Нижньосірогозьким і Каховським, на заході по руслу Дніпра з Бериславським районами.
Ґрунти тут південно-чорноземні з різновидами та лугово-черноземні степових подів — понижень. Природні умови сприятливі для вирощування зернових, олійних та овочевих культур, виробництва молока, м'яса і яєць.

### Земельні ресурси
| Територія, усього                         | '                                                          | тис. га |
| у тому числі: сільськогосподарські угіддя | 101,8                                                      | тис. га |
| із них: рілля                             | 87,4 тис. га (або 85,7 %) від площ с/г угідь області 4,4 % | тис. га |
| Ліси й інші лісовкриті площі              | 85,6 (або 83,8 %)                                          | тис. га |
| Забудовані землі                          | 2,5 (або 2,46 %)                                           | тис. га |
| Землі водного фонду                       | 1,6 (або 1,58 %)                                           | тис. га |
| Інші землі                                | 7,25 (або 7,13 %)                                          | тис. га |

## Історія
Назву район одержав від переселенців з села Горностаївки на Чернігівщині. Назва пішла від горностая — тваринки, що водилася на Поліссі. Райцентр засновано у XVIII столітті.
Поблизу нього збереглися залишки поселення доби пізньої бронзи, городище скіфсько-сарматської доби, знайдено кам'яні баби кочівників ХІ—ХІІІ століть. В околицях села Каїри виявлено мезолітичну стоянку, неолітичне поховання і могильник, два поселення і поховання доби пізньої бронзи, скіфсько-сарматське городище, могильник ІХ—ХІ століть.
З правіку населення цього степового краю займалося хліборобством, скотарством, рибальством на Дніпрі, видобуванням у каменоломнях вапнякового каменю. У XIX столітті тут щороку проводилися два великих ярмарки, на яких торгували пшеницею і худобою.
У 1923 році в результаті проведення першої реформи адміністративно-територіального поділу УРСР був утворений Херсонський округ, до якого ввійшов Горностаївський район. Новостворений район складався з Князе-Григорівської та Благовіщенської волостей.
Після утворення району в 1923 році значна увага приділяється письменності серед дорослого населення. Вже через два роки в районі налічується 19 лікнепів та 6 шкіл малописьменності, в яких навчалися переважно жінки віком від 18 до 50 років. І лише наприкінці 30-х років вдалося ліквідувати неписьменність.
У 1928 році почалася масова примусова колективізація селянських господарств. До 1933 року майже всі господарства були колективізовані.
У квітні 1930 року в Горностаївці відкрито відділення Державного банку, з допомогою позик якого колгоспи, підприємства, установи та окремі селяни розпочали будівництво господарських приміщень, житлових будинків.
За постановою ВУЦВК від 17 лютого 1935 року про розукрупнення районів на території Одеської області було створено 29 нових районів, у тому числі і Горностаївський, територія якого тепер входить до складу Херсонської області.
У 1935 році почала видаватися районна газета «Сталінець», яку одержував майже кожен двір.
З 1932 по 1934 рр. Горностаївський район пережив штучно організований більшовиками Голодомор. У селах траплялись випадки канібалізму.
За п'ять післявоєнних років було повністю відбудовано зруйноване війною господарство району. У 1949 році колгоспи сповна освоїли довоєнну посівну площу. Були відродженні всі тваринницькі ферми, поліпшилась робота МТС. Значну роботу було проведено з відновлення шкіл та культосвітніх закладів. Наприкінці 1943 року знову почали працювати районний відділ народної освіти восьмирічна та середні школи. У 1944 році поновляє свій вихід районна газета «Сталінець». До 1949 року в районі працювало п'ять кінопересувок та радіовузли. У 1948—1949 рр. споруджено міжколгоспну інкубаторну станцію на 195 тисяч яйцемісць. До 1950 року збудовано напівмеханізовану пекарню, яка випікала 12 тонн хлібобулочних виробів на добу, типову поліклініку, стаціонарну лікарню, дитячий садок і ясла, водонасосну станцію.
У 1956 році Горностаївку віднесено до категорії селища міського типу.
В 1958 році на базі двох господарств «Червоний партизан» та імені 8 березня створено колгосп «Дружба». Господарство спеціалізується на виробництві зернових культур, головним чином пшениці. Значне місце посідають і такі сухостійні культури, як кукурудза. На початку 1963 року згідно з Указом Президії Верховної Ради УРСР від 30 грудня 1962 року відбулося подальше укрупнення у всіх областях республіки сільських районів. Серед ліквідованих районів Херсонської області був і Горностаївський. Указом Президії Верховної Ради УРСР від 4 січня 1965 року внесено зміни в адміністративне районування. Проведено розукрупнення районів. Таким чином Горностаївський район став адміністративною одиницею.
05.02.1965 Указом Президії Верховної Ради Української РСР передано Степнянську сільраду Горностаївського району до складу Нижньосірогозького району.
В 1970 році до 50-річчя плану ГОЕЛРО була завершена електрифікація району.

## Населення
Розподіл населення за віком та статтю (2001)
| Стать | Всього | До 15 років | 15-24 | 25-44 | 45-64 | 65-85 | Понад 85 |
| --- | ------ | ----------- | ----- | ----- | ----- | ----- | -------- |
| Чоловіки | 10 614 | 2385        | 1562  | 3171  | 2545  | 931   | 20       |
| Жінки | 11 454 | 2336        | 1392  | 3065  | 2863  | 1661  | 137      |
| \| Статево-вікова піраміда \| Статево-вікова піраміда \| Статево-вікова піраміда \| \| ----------------------- \| ----------------------- \| ----------------------- \| \| Чоловіки \| Вік \| Жінки \| \| 20 \| 85 + \| 137 \| \| 53 \| 80-84 \| 174 \| \| 166 \| 75-79 \| 403 \| \| 326 \| 70-74 \| 553 \| \| 386 \| 65-69 \| 531 \| \| 667 \| 60-64 \| 878 \| \| 368 \| 55-59 \| 453 \| \| 688 \| 50-54 \| 695 \| \| 822 \| 45-49 \| 837 \| \| 808 \| 40-44 \| 817 \| \| 843 \| 35-39 \| 731 \| \| 752 \| 30-34 \| 764 \| \| 768 \| 25-29 \| 753 \| \| 774 \| 20-24 \| 720 \| \| 788 \| 15-20 \| 672 \| \| 946 \| 10-14 \| 922 \| \| 825 \| 5-9 \| 791 \| \| 614 \| 0-4 \| 623 \| |        |             |       |       |       |       |          |
| Статево-вікова піраміда |        |             |       |       |       |       |          |
| Чоловіки | Вік    | Жінки       |       |       |       |       |          |
| 20 | 85 +   | 137         |       |       |       |       |          |
| 53 | 80-84  | 174         |       |       |       |       |          |
| 166 | 75-79  | 403         |       |       |       |       |          |
| 326 | 70-74  | 553         |       |       |       |       |          |
| 386 | 65-69  | 531         |       |       |       |       |          |
| 667 | 60-64  | 878         |       |       |       |       |          |
| 368 | 55-59  | 453         |       |       |       |       |          |
| 688 | 50-54  | 695         |       |       |       |       |          |
| 822 | 45-49  | 837         |       |       |       |       |          |
| 808 | 40-44  | 817         |       |       |       |       |          |
| 843 | 35-39  | 731         |       |       |       |       |          |
| 752 | 30-34  | 764         |       |       |       |       |          |
| 768 | 25-29  | 753         |       |       |       |       |          |
| 774 | 20-24  | 720         |       |       |       |       |          |
| 788 | 15-20  | 672         |       |       |       |       |          |
| 946 | 10-14  | 922         |       |       |       |       |          |
| 825 | 5-9    | 791         |       |       |       |       |          |
| 614 | 0-4    | 623         |       |       |       |       |          |

## Культура
У районі діяло 22 бібліотеки; 22 заклади культури клубного типу; один музей; 10 будинків культури; 12 сільських клубів; одна дитяча музична школа.
На території району розташовувалися 42 пам'ятки історії та 211 пам'яток археології.

## ЗМІ
Видається районна газета «Сільські новини» Наклад: 2 420 примірників.

## Політика
25 травня 2014 року відбулися Президентські вибори України. У межах Горностаївського району було створено 18 виборчих дільниць. Явка на виборах становила — 56,25 % (проголосували 7983 із 14 193 виборців). Найбільшу кількість голосів отримав Петро Порошенко — 42,10 % (3361 виборець); Юлія Тимошенко — 19,90 % (1589 виборців), Сергій Тігіпко — 8,27 % (660 виборців), Анатолій Гриценко — 7,87 % (628 виборців), Олег Ляшко — 7,59 % (606 виборців). Решта кандидатів набрали меншу кількість голосів. Кількість недійсних або зіпсованих бюлетенів — 1,57 %.